# Fuente de Piedra
Fuente de Piedra és un municipi d'Andalusia, a la província de Màlaga, al costat de la Reserva Natural Llacuna de Fuente de Piedra, a 443 metres sobre el nivell del mar. Té 90,15 km² de superfície i 2.341 habitants (2007).

## Context geogràfic
El municipi de Font de Pedra està situat en la meitat occidental de la comarca d'Antequera, i s'estén des de les terres de Campillos fins al límit de la província de Màlaga amb la de Sevilla. El seu paisatge, de relleu molt suau i cobert de camps d'olivera i cereal, està dominat per l'enorme Llacuna de Fuente de Piedra, en la qual l'interès ecològic per la important colònia de flamencs que alberga (s'han pogut quantificar en anys bons fins a 10.000 parelles reproductores), se li uneix la bellesa paisatgística de la seva extensa làmina d'aigua. Ni tan sols en els anys secs, quan el nivell de la llacuna disminueix, desapareix l'espectacularitat de la zona.

## Història
La presència de la llacuna va determinar l'assentament de pobladors en la zona ja en èpoques prehistòriques. D'acord amb les restes oposades, sembla que l'home ja va estar aquí en el solutrense i des de llavors va romandre en aquestes terres de forma continuada fins a l'arribada dels ibers. Aquests es van constituir en cultura autòctona i van mantenir relacions comercials amb fenicis i cartaginesos. Ocupat el lloc pels romans en el segle iii aC, va rebre el nom de "Fons Divinus" -Font Divina- en reconeixement de les propietats medicinals de les aigües de la seva font. La proliferació de jaciments marquen la importància de la zona durant l'Alt i Baix Imperi.
En 1461, don Rodrigo Ponce de León, Senyor de Marchena, i Luis de Pernía, capità de la guarnició d'Osuna, prenen possessió del lloc després de la batalla del Madroño i expulsen als moros que hi habitaven. D'aquesta manera va quedar abandonada fins a 1547 que Antequera decidí crear un raval per a allotjar als malalts renals, que en gran nombre es traslladaven a prendre aigües de la seva font. La importància d'aquestes aigües va contribuir a un apogeu comercial de la zona, ja que s'arribaven a exportar al Nou Món i al Regne de Nàpols.
Després de la prosperitat dels segles xvi i xvii, el segle xviii i fins a principis del segle xix foren de crisi, ja que les contínues sequeres de la Llacuna Salada van afavorir l'expansió d'epidèmies que van causar estralls en la població i mala fama al lloc. Llavors, el motiu de l'epidèmia es va atribuir als vapors que exhalaven les aigües estancades de la font per falta de corrent. En 1959 es va decidir enterrar-la. Des de 1983 es va intentar recuperar, aconseguint-se anys més tard, passant a constituir el símbol del municipi.